# These Days (album Bon Jovi)
These Days è il sesto album in studio dei Bon Jovi, pubblicato nel 1995 dalla Mercury Records. Fu il primo disco del gruppo dopo l'abbandono del bassista Alec John Such, che fu sostituito da Hugh McDonald, anche se mai in maniera ufficiale fino al 2016. Subito dopo la sua messa in vendita, l'album ottenne un enorme successo commerciale in diversi parti del mondo, soprattutto in Europa e Giappone, ma non riuscì a conquistare il pubblico negli Stati Uniti. Il disco riuscì a piazzare quattro singoli nella top 10 della Official Singles Chart nel Regno Unito. Queste grandi vendite in Europa portarono a varie ristampe del CD, tra cui una sotto il nome di These Days Special Edition, pubblicata a solamente un anno di distanza dalla prima pubblicazione dell'album. Questa edizione speciale comprendeva anche un CD Bonus contenente alcuni brani inediti.

## Genesi e contesto
Nel dicembre del 1993 si era concluso il Keep the Faith Tour, che aveva visto i Bon Jovi impegnati in oltre 200 esibizioni in più continenti per quindici mesi. Il concerto di chiusura della tournée rappresentò l'ultimo con la band per il bassista Alec John Such, che abbandonò il gruppo poco prima dell'inizio delle registrazioni proprio di These Days.
Nel gennaio 1994, Jon Bon Jovi era in vacanza quando pensò a Something to Believe In, prima canzone a essere creata per These Days. Nei successivi nove mesi, vennero scritte e incise circa quaranta canzoni. Malgrado l'uscita del nuovo album fosse stata inizialmente programmata per l'ultimo quadrimestre del 1994, Jon Bon Jovi e Richie Sambora chiesero più tempo alla Mercury Records per poter ultimare meglio il loro lavoro. Per colmare il ritardo di pubblicazione, fu messo in commercio il primo Greatest Hits del gruppo, Cross Road. Nella raccolta, la band inserì due canzoni inedite: Always e Someday I'll Be Saturday Night, entrambe estratte come singoli.
Nel frattempo, fu fatta una prima scrematura dei circa quaranta brani pensati per il nuovo disco, che vennero ridotti a dodici. A questi ne vennero aggiunti altri due (All I Want Is Everything e Bitter Wine) come tracce bonus nelle copie dell'album distribuite fuori dagli Stati Uniti.
These Days vide finalmente la luce nell'estate del 1995. Prodotto principalmente da Peter Collins, si tratta di un album più riflessivo e malinconico, ricco di testi con vari riferimenti alle condizioni di vita dell'uomo contemporaneo. Le sonorità del gruppo si stavano evolvendo verso un suono decisamente meno pop metal, genere che negli anni precedenti aveva portato la band al successo mondiale. In alcune canzoni del disco, si può sentire Jon Bon Jovi utilizzare un tono di voce più aspro rispetto al solito, e il gruppo passare dal tradizionale stile muscolare a tonalità a volte elettroniche. I personaggi di These Days sono più maturi, oscuri e profondi rispetto a quelli degli album precedenti. In Hey God troviamo un padre di famiglia sull'orlo della bancarotta, alla ricerca di una guida spirituale; la title track, These Days, invece, compie un passo avanti, descrivendo la disperazione di non avere un posto dove vivere. Altri personaggi che hanno perso la loro strada, sono alla ricerca della fede (in Something to Believe In), oppure hanno trovato altri altari su cui pregare (in Something for the Pain).
In definitiva, These Days può essere considerato anche come un concept album per la sua re-iterazione del titolo in molti dei brani contenuti.

## Riscontro di critica e pubblico
| Recensione | Giudizio |
| ---------- | -------- |
| AllMusic   |          |

These Days fu un enorme successo commerciale, soprattutto nei mercati giapponesi ed europei. Nel Regno Unito, prima della sua pubblicazione, l'album era molto atteso. Le aspettative non furono tradite, dal momento che il disco si piazzò al primo posto della Official Albums Chart superando un colosso come HIStory di Michael Jackson, e qui vi trascorse ben quattro settimane. These Days produsse ben quattro hit nella top 10 del Regno Unito (This Ain't a Love Song, Something for the Pain, Lie to Me, e l'omonima These Days) - il più alto numero di singoli nelle prime dieci posizioni estratti da un album dei Bon Jovi in tale località. Il disco, inoltre, trascorse sette settimane in prima posizione nella Eurochart Hot 100 Singles, di cui quattro consecutive, e per questo ricevette la certificazione di tre dischi di platino dalla IFPI, grazie anche alle oltre 3 milioni di copie vendute in Europa. Lo stesso anno, inoltre, il disco valse ai Bon Jovi il premio di "Miglior artista rock" agli MTV Europe Music Awards, oltre che la nomina di "Miglior gruppo internazionale" ai BRIT Awards del 1996.
Negli Stati Uniti, a differenza che nelle altre parti del mondo, These Days ricevette una tiepida accoglienza: qui il disco debuttò alla posizione numero 9 della Billboard 200, ma scivolò giù in classifica molto rapidamente, arrivando alla fine a vendere solamente poco più di 1 milione di copie in tale nazione. This Ain't a Love Song fu l'unico singolo estratto dall'album a riuscire a raggiungere la top 20 della Billboard Hot 100.
These Days è stato inserito in seconda posizione nella top 50 degli album più belli del 1995 secondo la rivista Q.

## Tracce
1. Hey God - 6:09 (Jon Bon Jovi, Richie Sambora)
2. Something for the Pain - 4:47 (Bon Jovi, Sambora, Desmond Child)
3. This Ain't a Love Song - 5:07 (Bon Jovi, Sambora, Child)
4. These Days - 6:25 (Bon Jovi, Sambora)
5. Lie to Me - 5:36 (Bon Jovi, Sambora)
6. Damned - 4:30 (Bon Jovi, Sambora)
7. My Guitar Lies Bleeding in My Arms - 5:41 (Bon Jovi, Sambora)
8. (It's Hard) Letting You Go - 5:51 (Bon Jovi)
9. Hearts Breaking Even - 5:06 (Bon Jovi, Child)
10. Something to Believe In - 5:25 (Bon Jovi)
11. If That's What it Takes - 5:17 (Bon Jovi, Sambora)
12. Diamond Ring - 3:47 (Bon Jovi, Sambora, Child)

Bonus tracks incluse unicamente in alcune versioni internazionali ed in Giappone
(escluse dalla tracklist Statunitense)
1. All I Want is Everything - 5:16 (Bon Jovi, Sambora)
2. Bitter Wine * - 4:33 (Bon Jovi, Sambora)
3. Como Yo Nadie Te Ha Amado - 4:52 (versione in lingua spagnola di This Ain't a Love Song)
inclusa al posto di Bitter Wine solo in alcuni paesi dell'America latina

- * nella versione Italiana rimasterizzata a partire dal 1998 è stata inclusa solo la bonus track Bitter Wine; All I Want Is Everything è stata sostituita dalla traccia video contenente il videoclip These Days.

### CD Bonus dell'edizione speciale
1. Fields Of Fire (Demo) - 4:10 (Jon Bon Jovi)
2. I Thank You - 3:14 (Isaac Hayes, David Porter (musicista))
3. Mrs. Robinson - 3:21 (Paul Simon)
4. Let's Make It Baby (Demo) - 6:19 (Bon Jovi, Richie Sambora, Desmond Child)
5. I Don't Like Mondays (Versione live al Wembley Stadium con Bob Geldof) – 5:58 (Bob Geldof)
6. Crazy (Versione live cantata da Tico Torres) - 3:29 (Willie Nelson)
7. Tumblin' Dice (Versione live cantata da David Bryan) - 4:17 (Mick Jagger, Keith Richards)
8. Heaven Help Us All (Versione live cantata da Richie Sambora) - 4:34 (Ron Miller)

### Altri CD Bonus
CD Bonus dell'edizione speciale francese
1. Always (Versione live a Montréal, Canada) - 5:52 (Jon Bon Jovi)
2. Good Guys Don't Always Wear White - 4:27 (Bon Jovi, Richie Sambora)
3. Prostitute - 4:28 (Bon Jovi, Sambora)
4. Lonely at the Top - 4:14 (Bon Jovi, Sambora)
5. When She Comes - 3:29 (Bon Jovi, Sambora)
6. The End - 3:38 (Bon Jovi, Sambora, David Bryan)

CB Bonus dell'edizione Australian Tour (Mercury 528 874-2)
I seguenti brani sono stati tutti registrati dal vivo al Wembley Stadium di Londra.
1. This Ain't a Love Song
2. I Don't Like Mondays
3. Livin' on a Prayer
4. You Give Love a Bad Name
5. Wild in the Streets

CD Bonus dell'edizione speciale giapponese (Nippon Phonogram PHCR90023/4)
1. This Ain't a Love Song (Versione live a Londra, 1995)
2. Hey God (Versione live a Johannesburg, 1995)
3. These Days (Versione live a Johannesburg, 1995)
4. Something for the Pain (Versione live a Miami, 1995)
5. (It's Hard) Letting You Go (Versione live a Johannesburg, 1995)
6. Rocking in the Free World (Versione live a Johannesburg, 1995)
7. 634-5789 (Studio Outtake)
8. All I Want Is Everything
9. Bitter Wine

## Formazione

### Bon Jovi
- Jon Bon Jovi - voce, chitarra, produzione, songwriting
- Richie Sambora - chitarra solista, cori, voce produzione, songwriting
- David Bryan - tastiere, cori
- Tico Torres - batteria, percussioni

### Altri musicisti
- Hugh McDonald - basso
- Robbie Buchanan – tastiera
- Jerry Cohen – tastiera
- Rory Dodd – cori
- Randy Jackson – basso
- Frank Marocco – fisarmonica
- Richie LaBamba – trombone
- Ed Manion – sassofono baritono
- Mark Pender – tromba
- Jerry Vivino – sassofono

### Altro personale
- Peter Collins - produzione
- Desmond Child - songwriting
- Randy Jackson - basso
- Suzie Katayama - fisarmonica
- Jerry Vivino - sassofono tenore
- Ed Manion - sassofono baritono
- Mark Pender - tromba
- Richie LaBamba - trombone
- Jerry Cohen - tastiere
- Robbie Buchanan - tastiere
- Tommy Funderburk - cori
- Rory Dodd - cori

## Classifiche

### Classifiche settimanali
| Classifica (1995) | Posizione massima |
| ----------------- | ----------------- |
| Argentina         | 3                 |
| Australia         | 1                 |
| Austria           | 1                 |
| Belgio (Fiandre)  | 3                 |
| Belgio (Vallonia) | 6                 |
| Canada            | 1                 |
| Danimarca         | 7                 |
| Europa            | 1                 |
| Finlandia         | 1                 |
| Francia           | 6                 |
| Germania          | 1                 |
| Giappone          | 1                 |
| Grecia            | 48                |
| Irlanda           | 1                 |
| Italia            | 3                 |
| Norvegia          | 7                 |
| Nuova Zelanda     | 11                |
| Paesi Bassi       | 1                 |
| Portogallo        | 1                 |
| Regno Unito       | 1                 |
| Spagna            | 3                 |
| Stati Uniti       | 9                 |
| Svezia            | 2                 |
| Svizzera          | 1                 |
| Ungheria          | 2                 |

### Classifiche di fine anno
| Classifica (1995) | Posizione |
| ----------------- | --------- |
| Australia         | 22        |
| Austria           | 10        |
| Belgio (Fiandre)  | 22        |
| Belgio (Vallonia) | 56        |
| Canada            | 36        |
| Francia           | 49        |
| Germania          | 13        |
| Giappone          | 25        |
| Italia            | 28        |
| Paesi Bassi       | 17        |
| Nuova Zelanda     | 49        |
| Regno Unito       | 22        |
| Spagna            | 23        |
| Stati Uniti       | 144       |
| Svezia            | 58        |
| Svizzera          | 20        |
| Classifica (1996) | Posizione |
| Austria           | 49        |
| Germania          | 31        |
| Paesi Bassi       | 63        |
| Regno Unito       | 82        |

## Tour promozionale
- Per promuovere l'album, il gruppo intraprese il These Days Tour, partito il 26 aprile 1995 dall'Andheri Sports Complex di Mumbai, e conclusosi il 19 luglio 1996 all'Helsingin Olympiastadion di Helsinki. Per quanto riguarda l'Italia, il tour fece tappa nelle seguenti date:
- 23/05/1995 - Milano - Parco Acquatica